# 상주 상락사 대웅전 목조석가여래좌상
상주 상락사 대웅전 목조석가여래좌상(尙州 常樂寺 大雄殿 木造釋迦如來坐像)은 대한민국 경상북도 상주시 상락사 대웅전에 있는 조선시대의 불상이다. 2008년 4월 28일 경상북도의 문화재자료 제536호로 지정되었다.

## 개요
이 불상은 오른손과 왼손은 각각 촉지인과 설법인을 맺고 오른발을 위로 하여 結跏趺坐한 목조석가여래좌상이다. 肉髻를 포함한 머리 부분이 像 높이의 1/3 이상을 차지할 정도로 매우 크며, 몸통은 머리에 비하여 좁고 작은 편이다. 服制는 法衣를 오른쪽 어깨에도 살짝 걸치는 右肩偏袒으로 입었고 하체에는 裙을 입었다. 복부 위에 보이는 裙衣 상단은 연꽃잎을 여럿 겹친 모양으로 만들었으며, 왼쪽 무릎 위에는 옷의 끝자락이 몸의 바깥으로 삐치고 있는데 이는 매우 독특한 표현으로 주목할 만하다. 양식적인 특징으로 보아 이 불상의 조성연대는 조선 후기로 추정된다. 보존상태가 양호하여 完形을 유지하고 있으며, 대담한 비례와 치밀한 조각수법 등이 돋보이는 작품이다.

## 참고 자료
- 상주 상락사 대웅전 목조석가여래좌상 - 국가유산청 국가유산포털